# Laser Raman
Laser Raman là một loại laser đặc biệt trong đó tán xạ Raman kích thích (SRS - stimulated Raman scattering) là cơ chế cơ bản khuếch đại ánh sáng. Nó khác với hầu hết các laser "thông thường" (như laser ruby) dựa vào các chuyển dời điện tử đã kích thích để khuếch đại ánh sáng .

## Thuộc tính đặc biệt của Laser Raman
Laser Raman là loại hoạt động dựa trên "bơm quang học". Tuy nhiên, việc bơm này không tạo ra sự đảo ngược mật độ như trong các laser thông thường. Thay vào đó, các photon bơm được hấp thụ và "phát lại" ngay lập tức dưới dạng các photon ánh sáng laser tần số thấp hơn (photon "Stokes") bằng cách tán xạ Raman kích thích. Sự khác biệt giữa hai năng lượng photon là cố định và tương ứng với tần số dao động của môi trường khuếch đại. Về nguyên tắc, điều này có thể tạo ra các bước sóng đầu ra laser tùy ý bằng cách chọn bước sóng bơm laser thích hợp. Điều này trái ngược với các laser thông thường, trong đó các bước sóng đầu ra laser có thể được xác định bởi các vạch phát xạ của vật liệu khuếch đại.
Trong các sợi quang làm từ silica, ví dụ sự thay đổi tần số tương ứng với mức tăng Raman lớn nhất là khoảng 13,2 THz. Trong vùng hồng ngoại gần điều này tương ứng với sự phân tách bước sóng giữa ánh sáng bơm và ánh sáng đầu ra laser khoảng 100 nm.